# Escrita borama
O alfabeto Borama é um sistema de escrita feita para a língua somali em 1933 pelo Sheik Abdurahman Sheikh Nuur do povo do clã Gadabuursi.

## História
Mesmo não tão conhecida como a escrita osmanya, a outra maior ortografia usada pela língua somali, o Borama produziu muita literatura principalmente de cássidas.
Sendo uma escrita bem fonológica, o Borama foi usada principalmente pelos Nuur e suas tribos associadas na sua cidade nativa de Borama na Somalilândia.
A escrita é também conhecida como Gadabuursi.